# Gładyszów
Gładyszów est une localité polonaise de la voïvodie de Petite-Pologne et du powiat de Gorlice.

## Géographie

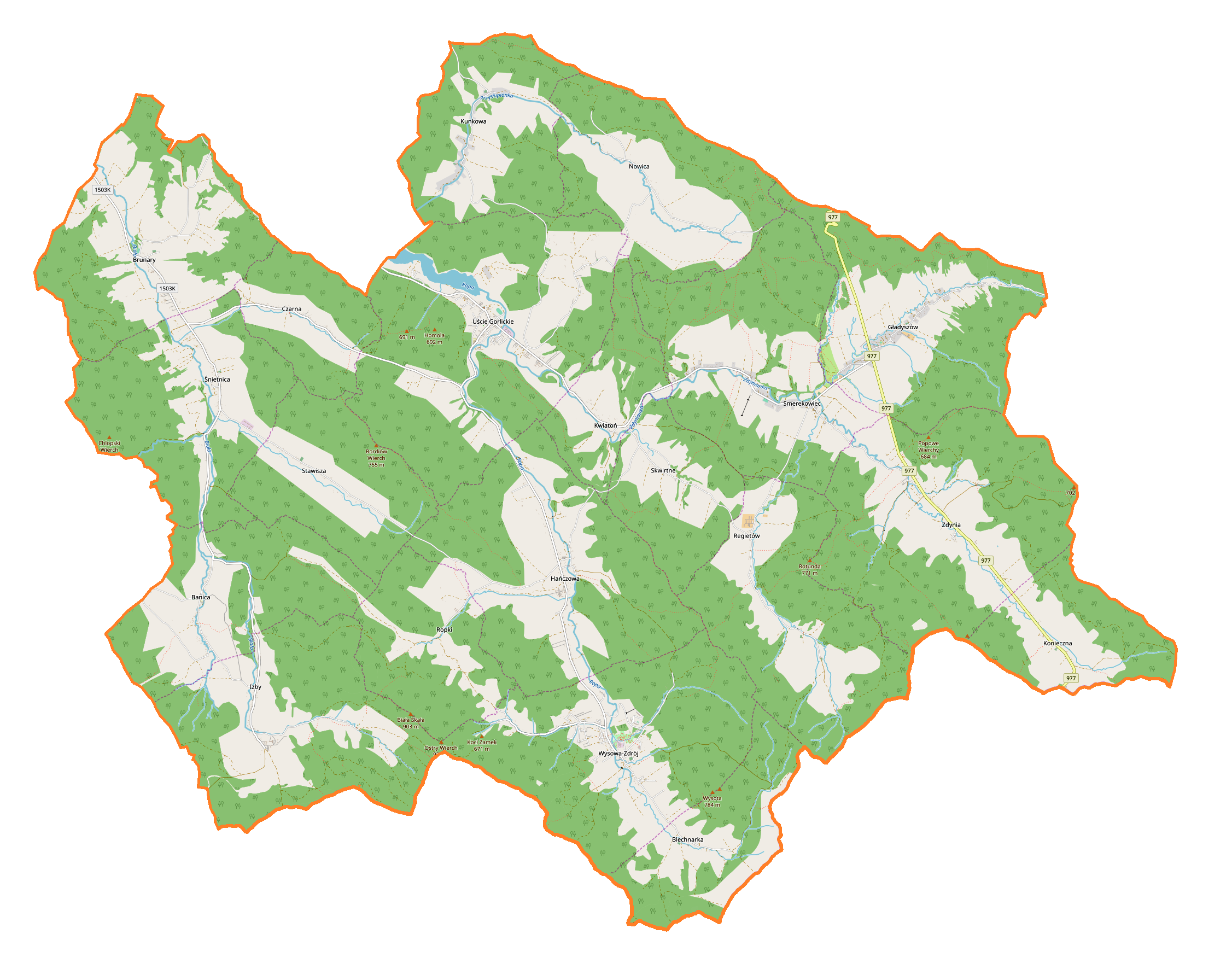
Carte de la gmina d'Uście Gorlickie.